# Uriah Heep
Uriah Heep  (/jʊˈraɪə hiːp/) es una banda de rock británica, formada en Londres en 1969, la cual es considerada como "uno de los grupos más populares de principios de los 70."
La banda lanzó varios álbumes muy exitosos comercialmente a principios de los años 1970, como Demons & Wizards (1972), The Magician's Birthday (1972), o Uriah Heep Live (1973), pero su audiencia declinó en los 80, al punto de convertirse esencialmente en un grupo de culto, en los Estados Unidos y en Europa, principalmente. 
Uriah Heep fue la primera banda de occidente en tocar en la Rusia soviética, bajo la política de Gorbachov, llamada glásnost. Han vendido 40 millones de copias en todo el mundo.
Constantes cambios en la banda han dejado al guitarrista Mick Box como único miembro original y líder.

## Historia

### Inicios
Surgió a finales de los años sesenta, de las raíces de Spice, banda en la que militaban el mítico vocalista David Byron, y el guitarrista Mick Box, primeros fundadores del grupo. 
Uriah Heep se convirtió en una verdadera banda pionera del género "Hard rock", aunque destacó por la heterogeneidad de su música, a caballo entre el Hard rock, el estilo progresivo y la épica, en dos de sus álbumes más conocidos: los ya mencionados Demons & Wizards y The Magician's Birthday, a la postre influencias claras para bandas como Helloween y otras seguidoras del rock épico. Se caracterizó, entre otras cosas, por sus constantes cambios de alineación, en la cual el único miembro permanente ha sido el guitarrista Mick Box.

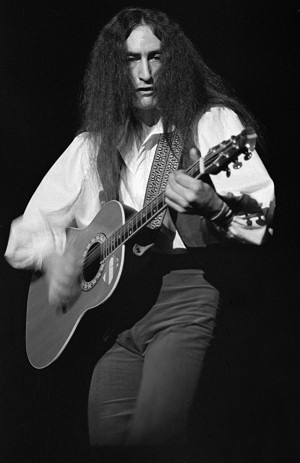
Ken Hensley, pilar del grupo en su época clásica

En el año 1970, cambiaron su nombre de Spice a Uriah Heep, influenciados por un peculiar personaje de una de las más universales obras de Charles Dickens: David Copperfield. Fue en ese año cuando entraría a formar parte de la banda Ken Hensley, proveniente de la banda psicodélica The Gods, quien se convertiría con el paso del tiempo en verdadera alma, y compositor principal de casi todas las canciones del grupo en su época dorada. Hensley se ocuparía de los teclados, y en ocasiones de la slide guitar. También puso la voz a uno de los mayores éxitos por aquel entonces, "Lady in black". 
Box, Byron y Hensley se convertirían en los pilares fundamentales de la banda, asistiendo a constantes cambios en el bajo y batería, hasta que en el año 1972 ingresan Gary Thain (bajo) y Lee Kerslake (batería). Hasta entonces habían publicado tres álbumes: Very 'eavy, Very 'humble, en 1970, que supuso un magnífico debut, pero que la crítica defenestró con el argumento de que era una copia descarada de Deep Purple, algo incierto que se podía explicar porque en aquellos tiempos los dos conjuntos llegaron a compartir salas de ensayo, y se dejaron influenciar por el sonido predominante de los teclados de Jon Lord.
En poco menos de un año, se resarcieron ante crítica y público con la publicación de Salisbury (1971) y Look at Yourself (1971), disco este último en el que encontraron su sonido característico, como afirmarían más tarde.
Las ventas comenzaron a dispararse tanto en su país de origen como en el extranjero, encontrando en países como Alemania, Países Bajos o Japón sus más fieles seguidores. 

### Época clásica y éxito
Entonces llegó 1972, con las nuevas y, a la postre, definitivas incorporaciones que enriquecieron el sonido de la banda. La publicación de Demons & Wizards en 1972 les llevó a lo más alto, un disco redondo que bien podría haber sido un trabajo conceptual, ya que sus temas giraban casi en su totalidad en torno a temas alegóricos y llenos de fantasía épica. En este álbum está incluido su mayor hit, "Easy Livin'".
Este trabajo encontró la continuidad perfecta en The Magician's Birthday, que salió a la venta a los pocos meses de publicarse el anterior, y que les proveyó de fama definitiva en todo el mundo. El sonido de este último es más progresivo y sigue la temática de álbum conceptual, que comenzó el anterior. La portada de Roger Dean, artista en alza que ya trabajaba con bandas como Yes, contribuyó a realzar, desde el arte gráfico, el trabajo impecable de la grabación.
Durante 1973 grabaron el disco Sweet Freedom que supuso otro trabajo redondo, y del cual se desprenden varios clásicos de la banda que se escuchan hasta nuestros días. Ya en 1974, luego de la gira de la cual lanzaron el disco en vivo Uriah Heep Live 1973, grabaron Wonderworld, donde comienzan a alejarse gradualmente del sonido progresivo, apostando por un hard rock más simple y directo.
Justamente este disco representaría el último que grabaran con el extinto bajista neozelandés Gary Thain, puesto que sería despedido a principios de 1975, para ser reemplazado por el exbajista y cantante de King Crimson, John Wetton.
Ya con Wetton en la banda, lanzan en 1975 Return to Fantasy, un disco donde también hay clásicos, aunque se comienza a notar una baja en el rendimiento general de la banda. En diciembre de 1975, el bajista Gary Thain muere de sobredosis por heroína.

### La época con John Lawton
En 1976 graban High & Mighty, que sin dudas representa el mayor fracaso de la banda en los 70, debido a las tensiones internas y a que prescindieron de Gerry Bron, su productor habitual, para producirlo ellos mismos. Si bien es sabido que la crítica no suele reconocer en este un buen trabajo, tiene algunos temas destacables, como el clásico "One Way or Another" (que cantase John Wetton), o la balada "Weep in Silence".
En medio de la gira de presentación del disco, David Byron fue despedido, a partir de este momento Byron se dedicó a su carrera como solista, hasta su fallecimiento, acaecido en 1985.

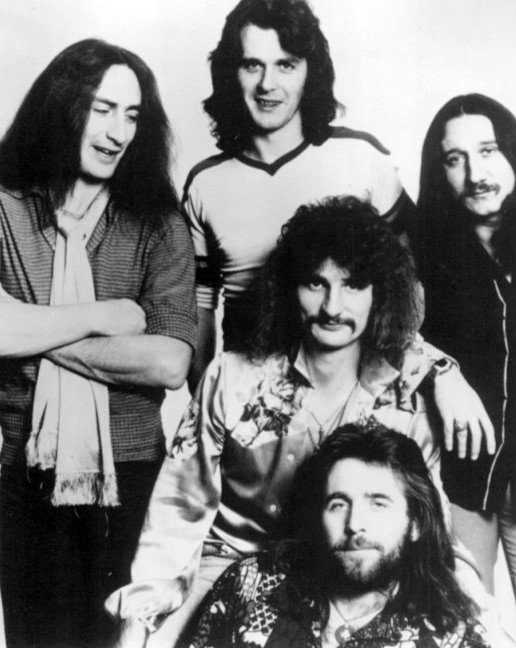
La banda a mediados de los años 1970, con John Wetton

Tras la salida de Byron, Uriah Heep, experimentó diferentes cambios en sus formaciones y en su estilo musical.
Más allá, de su Rock progresivo, bien conocido y de su aporte a lo que se llamaría el Hard rock y heavy metal, poco después de la salida de Byron, el grupo modifica su estética y su música, dejando entrever un cambio de rumbo hacia un sonido más comercial, al estilo del AOR con toques de Música disco.
Es así como, a finales de 1976, los reemplazos de John Wetton y David Byron, se conforman con la entrada de un bajista procedente de la banda de David Bowie, y el cantante de Lucifer's Friend; ellos eran Trevor Bolder (el bajista que más tiempo estuvo activo en la banda) y John Lawton. 
Los fanes tardaron en aceptar dicha formación y estilo, de cariz algo comercial, aunque la calidad de sus composiciones los hace ser bien recordados por todos.
Los discos Firefly, Innocent Victim y Fallen Angel constituyen la cadena de tres grabaciones de estudio con Lawton y Bolder, más el disco en vivo Live in Europe 1979.
Sin embargo, los egos personales de Lawton y Hensley chocaban demasiado, y se opta por despedir a Lawton, dejando otra vez, para 1980, a la banda sin cantante.

### Los 80 y la partida de Ken Hensley
Es allí cuando los Heep se vieron en la necesidad de conseguir reemplazante, tanto de vocalista como de batería, ya que por diferencias con la producción, el baterista Lee Kerslake había dejado el grupo, marchando a tocar para Ozzy Osbourne. 
Para 1980 llegan los reemplazos, con John Sloman ex-Lone Star a los vocales y Chris Slade, ex-Manfred Mann's Earth Band a la batería.
Esta formación solo grabaría un disco, Conquest (1980), que no sería muy bien recibido por la crítica especializada, pero que sirvió al menos para actualizar el sonido de la banda, y mantenerla viva.
Varios de los temas de este disco, fueron probados y grabados con el anterior cantante, John Lawton, entre los cuales se puede destacar "Feelings", "Fools" o "Been Hurt", que también formarían parte de un disco que no fue editado en su momento, luego lanzado como un disco pirata, titulado Ten Miles High.
Las diferencias musicales entre la banda y Ken Hensley se acentúan, y este último deja el grupo a mitad de la gira, por lo que los Heep, sin su compositor principal, deben continuar y reclutan para esto –temporalmente– a un viejo conocido de Sloman, Gregg Dechert. Con él graban el sencillo "Think It Over / My Joanna Needs Tuning". 
A finales de año, Sloman, Slade, Dechert y Bolder (que se iría a tocar en Wishbone Ash) dejan a Mick Box solo, dando así por terminada la primera etapa de Uriah Heep.
Durante 1981, Box ofreció algunos conciertos como solista, pero las cartas de diferentes fanes alrededor del mundo, expresando cuan importante era para sus vidas Uriah Heep, le dan a Box la energía necesaria para recomenzar con aquella banda mítica.
Es así como recluta al prestigioso bajista (ex-Rainbow) Bob Daisley, y juntos deciden ir a visitar al primer cantante de la banda, David Byron, para ofrecerle nuevamente ese puesto, el cual este rechaza. 
Aun así, contratan al cantante del grupo Trapeze, Peter Goalby y junto con ellos, vuelve Lee Kerslake e ingresa el tecladista John Sinclair
El primer trabajo con esta formación sería Abominog (1982), un disco redondo donde prácticamente todos los temas son clásicos (más una reversión del tema "Think It Over"), y sirven para colocar a Heep con un nuevo sonido, más duro, y cercano a la NWOBHM, no obstante el marcado regusto comercial de ciertos temas.
Con este disco y formación, Uriah Heep vuelve a recobrar algo de fama: el siguiente álbum, Head First, seguiría por esa senda con temas muy bien logrados como "Red Lights", "Stay on Top" o "Lonely Nights" que es un cover de Bryan Adams.
Para 1985, Bob Daisley decide abandonar la banda amistosamente, y vuelve el bajista Trevor Bolder, para grabar el último disco de la "era Goalby", Equator, que sería sin dudas, para todos los fanes, uno de los discos más flojos de la historia de Uriah Heep (incluso más flojo que High & Mighty y Conquest), se podría rescatar la canción que abre el disco, llamada "Rockarama", como único corte destacado. 
A fin de año, el agotamiento en la voz de Peter Goalby hace que los Heep pierdan al cantante, y al tecladista al mismo tiempo, una vez más.

### Ingreso de Bernie Shaw, años 1990 y 2000
Luego de convocar al teclista Phil Lanzon, en 1986 deciden probar con el cantante Steff Fontaine, pero a pesar de su buena voz, su actitud hace que sea despedido. 
De este modo, llega el que hasta el día de hoy es el cantante que más ha durado en la banda: Bernie Shaw, quien procedía del grupo NWOBHM Praying Mantis.

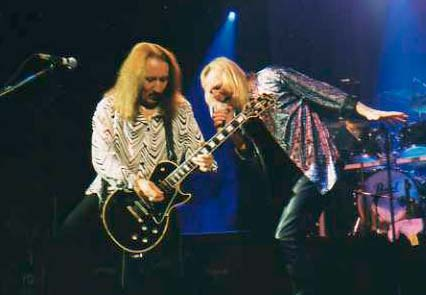
Mick Box y Bernie Shaw en Londres. 2001.

Con el primer disco de estudio con Shaw, Raging Silence (1989) tendrían cierto éxito, sobre todo con el viejo clásico de la banda Argent "Hold Your Head Up", y con un tema escrito por Peter Goalby, "Blood Red Roses".
Cabe destacar que, hacia fines de los 80, Uriah Heep se convertiría en la primera banda de rock occidental en aprovechar la política conocida como glásnost, en la aún vigente Unión Soviética: gracias a un conocido productor húngaro, lograron dar el primer recital tras la Cortina de Hierro; en Moscú llenaron el Estadio Olímpico Luzhnikí varias noches, el total de gente que presenció los shows ascendió a 180.000 personas.
Luego de estos logros, ya en la era del CD, en los 90 y en los 2000, las ediciones de nuevos álbumes de estudio se fueron tornando cada vez más espaciadas (Different World (1991), Sea of Light (1995), Sonic Origami (1998), Wake the Sleeper (2008), Into the Wild (2011), etcétera, pero la banda se mantiene constantemente en giras por Europa, y tienen mucho éxito, quizás no el de su época dorada, pero sí mucho más del que tenían en los años 80.
En el año 2002 es editado un CD en vivo: The Magician's Birthday Party, grabado con Ken Hensley y John Lawton, quienes se reunieron momentáneamente con Heep para la ocasión, mientras que en el 2006, por problemas de salud, abandona la banda el veterano baterista Lee Kerslake, dando paso a otro ex-Ozzy para ocupar la batería, en este caso Rusell Gilbrook.
En el mismo año, el grupo rumano de rock "Iris" edita un disco para rememorar sus 25 años de existencia e incluyen una colaboración con Mick Box y Bernie Shaw, con la canción "Lady in Black" cantando de forma bilingüe (rumano e inglés).
Del mismo modo en 2011 se publican Into the Wild, y el directo Live in Armenia, este último en formato doble CD/DVD.
Por su parte, en el año 2013 se conoce la triste noticia del fallecimiento del bajista Trevor Bolder, y en 2014 es lanzado el 23.er álbum de estudio del grupo, titulado Outsider.
Bolder sería reemplazado por Davey Rimmer en mayo de 2013, con quien editarían un nuevo álbum de estudio en 2018, Living the Dream, que incluye el éxito "Grazed by Heaven", compuesto por el bajista Rimmer, y Jeff Scott Soto.
Uriah Heep mantiene una cantidad significativa de seguidores en Alemania, los Países Bajos, Escandinavia, los Balcanes, Japón, Rusia y en Europa del Este en general, donde aún tocan en estadios. 
No obstante, y aunque en la actualidad siguen gozando de buena reputación, sus grandes obras aparecen en la década de los setenta, más específicamente en la primera mitad de ese decenio, durante aquellos años su nombre figuró casi a la par junto a los de Black Sabbath, Deep Purple o Led Zeppelin, formando el cuarteto de máximos referentes del rock duro británico.

## Álbumes de estudio
- Very 'eavy... Very 'umble (1970) – titulado "Uriah Heep" en los EE. UU.
- Salisbury (1971)
- Look at Yourself (1971)
- Demons & Wizards (1972)
- The Magician's Birthday (1972)
- Sweet Freedom (1973)
- Wonderworld (1974)
- Return to Fantasy (1975)
- High and Mighty (1976)
- Firefly (1977)
- Innocent Victim (1977)
- Fallen Angel (1978)
- Conquest (1980)
- Abominog (1982)
- Head First (1983)
- Equator (1985)
- Raging Silence (1989)
- Different World (1991)
- Sea of Light (1995)
- Sonic Origami (1998)
- Wake the Sleeper (2008)
- Into the Wild (2011)
- Outsider (2014)
- Living the Dream (2018)
- Chaos & Colour (2023)

## Álbumes en vivo
- Uriah Heep Live (1973) (también conocido como "Live 73'")
- Live at Shepperton '74 (1986) – grabado en 1974
- Live in Europe 1979 (1986) – grabado en 1979
- Live in Moscow (1988)
- Spellbinder Live (1996)
- King Biscuit Flower Hour Presents In Concert (1997) – grabado en 1974
- Future Echoes Of The Past (2000)
- Acoustically Driven (2001)
- Electrically Driven (2001)
- The Magician's Birthday Party (2002)
- Live in the USA (2003)
- Magic Night (2004)
- Between Two Worlds (2005)
- Live in Armenia (2011)
- Live at Wachen Open Air 2019

## Recopilatorios
- The Best of Uriah Heep (1976)
- Anthology (1986)
- Lady in Black (1994)
- A Time of Revelation – grabado entre 1968–1995 (1994)
- Uriah Heep: The Collection – grabado entre 1970–1983 (2000)
- Remasters: The Official Anthology (2001)
- 20th Century Masters: The Millennium Collection: The Best of Uriah Heep (2001)
- The Lansdowne Tapes – grabado entre 1968–1971 (2002)
- Rainbow Demon: Live & In the Studio 1994-1998 (2004)
- Chapter & Verse (2005)
- Very Best of Uriah Heep (2006)
- Easy Livin': Singles A's & B's (2006)
- Loud, Proud & Heavy: The Very Best of Uriah Heep (2007)
- Celebration (Forty Years of Rock) (2009)